# (12240) Droste-Hülshoff
12240 Droste-Hulshoff (1988 PG2) – planetoida z grupy pasa głównego asteroid okrążająca Słońce w ciągu 3,6 lat w średniej odległości 2,35 j.a. Odkryta 13 sierpnia 1988 roku.